# Archaeornithes
Archaeornithes (лат.) — подкласс вымерших примитивных птиц. Представители группы жили в конце юрского — начале мелового периодов. Они обладали примитивными признаками, характерными для пресмыкающихся, в частности текодонтными зубами на челюстях, когтями на крыльях, небольшим килем и длинным хвостом, образованным большим количеством позвонков. В начале XX столетия в подкласс включали всех ранних птиц, включая энанциорнисовых и гесперорнисовых. Постепенно таксон вышел из употребления и лишь в 2007 году вновь был возвращён в ранге надотряда для обозначения группы, в которую входят отряды Archaeopterygiformes и Confuciusornithiformes.
Некоторые источники синонимизируют Archaeornithes и ящерохвостых птиц (Sauriurae).